# Bakau
Bakau ist eine Ortschaft im westafrikanischen Staat Gambia.
Nach einer Berechnung für das Jahr 2013 lebten dort etwa 53.766 Einwohner, das Ergebnis der letzten veröffentlichten Volkszählung von 1993 betrug 28.882.

## Geographie

### Lage
Bakau, direkt an der Küste des Atlantischen Ozeans gelegen, bedeutet in der Sprache der Mandinka – ‚Küste‘. Der Ort liegt in der Kombo-St. Mary Area und gehört damit zu der Verwaltungseinheit Greater Banjul Area. Sie liegt etwa elf Kilometer westlich der Hauptstadt Banjul und etwa fünf Kilometer nördlich von Serekunda. In unmittelbarer Nähe des Cape St. Mary gelegen, ist der Ort ein touristisches Zentrum mit einigen Hotels.
Der Ort ist ein beliebter Wohnsitz für Beamte und Geschäftsleute. Ausländische Botschaften haben sich auf den privilegiertesten Plätzen an der Steilküste niedergelassen.

### Ortsgliederung
Früher einzelne Siedlungen, stellen die folgenden Orte Teile von Bakau dar. In der Volkszählung von 1993 noch folgende Orte einzeln aufgeführt: Bakau New Town und Bakau Wasulun Kunda.
Fajara ist ein Teil von Bakau Newtown. Das Gebiet um den Cape St. Mary wird Old Bakau genannt.
| Ortsteil            | Einwohner 1993 |
| ------------------- | -------------- |
| Bakau New Town      | 26.687         |
| Bakau Wasulun Kunda | 2.195          |

## Kultur und Sehenswürdigkeiten

### Kultplätze
Einer der bekanntesten Kultstätten in Gambia ist das Heilige Krokodilbecken von Kachikally. Es ist eins von drei heiligen Krokodilbecken in Gambia. Daneben gibt es noch die heiligen Bäume Soto Sunjama und den Ndebani. Weiter befindet sich in Old Bakau das Grabmal des Sait Matty Bah (1863–1897).

### Bauwerke
Neben dem Cape St. Mary gibt es im Ort den Botanischen Garten von Bakau.
Es gibt an der Hauptstraße eine katholische Kirche.
Bekannt ist die internationale École Française de Banjul.

### Sport
Das größte Leichtathletik- und Fußballstadion des Landes, in dem auch internationale Fußballspiele ausgetragen werden, ist das Independence Stadium in Bakau.

## Söhne und Töchter der Stadt
- Nyama Suso (1925–1991), Musiker
- Etu Ndow (1966–2014), Künstler
- Njogu Demba-Nyrén (* 1979), Fußballspieler
- Ebou Sillah (* 1980), Fußballspieler
- Lamin Conateh (* 1981), Fußballspieler
- Pa Amadou Gai (* 1984), Fußballspieler
- Jaysuma Saidy Ndure (* 1984), Leichtathlet
- Abdou Jammeh (* 1986), Fußballspieler
- Kebba Ceesay (* 1987), Fußballspieler
- Ebrima Sohna (* 1988), Fußballspieler
- Ousman Koli (* 1988), Fußballspieler
- Amadou Sanyang (* 1991), Fußballspieler
- Kekuta Manneh (* 1994), Fußballspieler
- Alexandra Wester (* 1994), Leichtathletin
- Adama Bojang (* 2004), Fußballspieler